# Bälsalvret
Bälsalvret este o arie protejată (sit de importanță comunitară — SCI) din Suedia întinsă pe o suprafață de 285,51 ha, integral pe uscat.

## Localizare
Centrul sitului Bälsalvret este situat la coordonatele 57°39′28″N 18°41′29″E / 57.657745°N 18.691412°E.

## Înființare
Situl Bälsalvret a fost declarat sit de importanță comunitară în mai 2018 pentru a proteja 1 specie de animale.

## Biodiversitate
Situată în ecoregiunea boreală, aria protejată conține 8 habitate naturale: Pajiști uscate seminaturale și facies de acoperire cu tufișuri pe substraturi calcaroase (Festuco-Brometalia) (* situri importante pentru orhidee), Pajiști cu Molinia pe soluri calcaroase, turboase sau argilos-nămoloase (Molinion caeruleae), Alvar nordic și șisturi calcaroase precambriene, Taiga vestică, Mlaștini calcaroase cu Cladium mariscus și specii de Caricion davallianae, Izvoare petrifiante cu formare de travertin (Cratoneurion), Pășuni din zone de pădure fino-scandinave, Mlaștini alcaline.
La baza desemnării sitului se află o specie protejată de  nevertebrate: fluturele auriu (Euphydryas aurinia).